# 神戸前向女学院。
『神戸前向女学院。』（こうべまえむきじょがくいん）は、ラジオ関西のアニたまどっとコム内で放送されていたラジオ番組。

## 概要
前向きな青春をテーマにした熱血青春系バラエティ番組と称している。略称・愛称は「前女」「まえじょ」。
放送開始7年目を迎えた2014年4月からパーソナリティの2人は生徒から教員という立場となった。
「前向きな生徒しか入学できない」神戸前向女学院の生徒(番組末期時代は教員)井上麻里奈と伊藤かな恵がパーソナリティ。
2015年4月1日よりラジオ関西アニたまどっとコム枠改変に伴い、水曜日23:30 - 24:00に変更となる。
2015年5月13日の放送で6月いっぱいでの放送終了が発表された。6月24日、生放送にて最終回。

## 放送局
| 放送局                            | 日時 | 備考               |
| --------------------------------- | --- | ------------------ |
| ラジオ関西                        | 毎週金曜日25:00 – 25:30（2008年4月4日 - 2015年3月27日） 毎週水曜日23:30 – 24:00（2015年4月1日 - 6月24日） |                    |
| アニたまどっとコム INTERNET RADIO | 毎週月曜日更新                                                                                            | バックナンバーなし |

## コーナー（カリキュラム）

### 番組終了時点で行われていたコーナー
放課後の教室→放課後の職員室(放送開始７年目に迎えたあたりから)
ふつうのおたよりのコーナー。
毎回違う内容のコーナー
設定された週替わりコーナーは無く、毎回違うことに挑戦する。毎回構成作家が独自にコーナーを作成するが、たまにリスナーからコーナー案を募集することもある。
前女今日の宿題
２人が先生という立場になりコーナーが設定された。毎回テーマが出題され、リスナーが独自の視点で答えてゆくコーナー
進級テスト
毎年学年末に進級テストが行われる。過去2回不合格になったので、番組は5年目だが3年生である。
この他、その時々の行事、誕生日、季節に合わせたもの、思いつきの企画などが行われる。

### 終了したコーナー
恋の十番勝負
青春を再現して生徒2人が十番勝負をし勝った方が憧れのあの人をゲットできるコーナー。
暴走妄想放送局
生徒2人のアドリブがたっぷり聞けるコーナー。
青春ラジオドラマ「音楽の時間」
生徒2人が中心になり、青春の一ページを作り上げていくコーナー。
今週のロト6
ロト6をするコーナー。毎週ロト6の数字6個を決めてくじを買い、次週に当落を発表する。

## テーマソング
|                    | 曲                       | 作詞者 | 作曲者   | 歌                     |
| ------------------ | ------------------------ | ------ | -------- | ---------------------- |
| オープニングテーマ | マエムキ>>               | MOEGON | 滝沢光啓 | 井上麻里奈、伊藤かな恵 |
| エンディングテーマ | 神戸マエムキ女学院。校歌 | MOEGON | 滝沢光啓 | 井上麻里奈、伊藤かな恵 |

### 校歌
- 第30回（2008年10月28日）の「前向き学祭実行委員会！」で校歌が作られ、2008年11月3日公式ブログ「神戸前向女学院。事務局」にて発表された[4]。
- 第39回（2008年12月26日）では、クリスマスバージョンが歌われた。

## エピソード
| 回      | 放送日         | 内容 |
| ------- | -------------- | --- |
| 第013回 | 2008年06月27日 | ドラマCD『ちょこっとヒメ』の宣伝でゲストに阿澄佳奈が登場。『ちょこっとヒメ』を紹介するため、阿澄を加えた3人で3の倍数と3のつく数字でネコの鳴き声で40までカウントすることに挑戦した。 |
| 第031回 | 2008年11月07日 | 「神戸前向女学院。 in 神戸大学」の公開録音の模様が放送された。 |
| 第076回 | 2009年09月11日 | 井上自身が『ラブプラス』にハマっていると公言。その後の回でも頻繁に話題になる。 |
| 第155回 | 2011年03月18日 | 3度目の進級テストに合格し、やっと2年生に進級した。 |
| 第169回 | 2011年06月24日 | 突発コーナー「神戸戦隊前向女学院ジャー」で、先日の『おどろき戦隊 モモノキファイブ』でされた伊藤かな恵のモノマネに2人が「激怒」。6月30日の『モモノキ』でも話題になった。             |
| 第207回 | 2012年03月16日 | 進級テストに合格し、3年生に進級した。 |
| 第259回 | 2013年03月15日 | 進級テストに合格し、4年生に進級した。 |

## 前向祭
| 開催日         | 会場                                     | タイトル                                                                             |
| -------------- | ---------------------------------------- | ------------------------------------------------------------------------------------ |
| 2009年11月29日 | 西山記念会館                             | 神戸前向女学院。前向祭2009 生き急げっ!!! 〜過度な期待はしないで下さい〜              |
| 2010年11月14日 | フットサルクラブ東京・豊洲テントドーム   | 神戸前向女学院。前向祭2010 崖っぷち〜いつまでもあると思うな若さと自由〜              |
| 2011年11月13日 | 神戸ファッションマート・アトリウムプラザ | 神戸前向女学院。前向祭2011 自爆〜あの頃は良かった〜                                  |
| 2012年12月9日  | 芦屋市民センター・ルナ・ホール           | 神戸前向女学院。前向祭2012 時給900円、サンタクロース始めました〜楽して金は稼げない〜 |
| 2013年12月8日  | 一ツ橋ホール                             | 神戸前向女学院。前向祭2013 明日やろうは馬鹿野郎～俺たちの今年はこれからだ〜          |
| 2014年12月7日  | 神戸文化ホール・(中ホール)               | 神戸前向女学院。前向祭2014 中ホールかよ！～12月に文化祭？はい、名前だけですが～      |

## ゲスト
| 回     | 放送日         | ゲスト     | 出演内容 |
| ------ | -------------- | ---------- | --- |
| 第13回 | 2008年06月27日 | 阿澄佳奈   | 後向女学院からのスパイ(?)として偵察に来た。                                                                 |
| 第15回 | 2008年07月11日 | 竹内順子   | 恋の十番勝負で勝者となった伊藤かな恵の憧れの人。                                                            |
| 第42回 | 2009年01月16日 | 置鮎龍太郎 | 井上麻里奈誕生日企画でのサプライズゲスト。                                                                  |
| 第51回 | 2009年03月20日 | 明坂聡美   | 『明坂聡美の超ラジ!Girls』でロト6の4等を当てたことより、「今週のロト6」コーナーに幸運の女神として呼ばれた。 |
| 第91回 | 2009年12月25日 | 鹿野優以   | クリスマス回のサンタ役として呼ばれたが、前向祭のドッキリ後であったため、お詫びと称して色々ともてなされた。  |
| 第95回 | 2010年01月22日 | 皆口裕子   | 井上麻里奈の誕生日企画でのサプライズゲスト。                                                                |

## CD
DJCDがマリン・エンタテインメントから発売されている。新録CDと、3ヶ月13回分の放送を収録したMP3CDの2枚組（一部3枚組）。
| タイトル                           | 発売日         | 型番      | 収録回  | 収録期間              | 備考             |
| ---------------------------------- | -------------- | --------- | ------- | --------------------- | ---------------- |
| DJCD 神戸前向女学院。              | 2008年08月15日 | MMMP-0004 | 01–013  | 2008年04月–06月       |                  |
| DJCD 神戸前向女学院。II            | 2008年12月26日 | MMMP-0005 | 014–026 | 2008年07月–10月       |                  |
| DJCD 神戸前向女学院。III           | 2009年09月02日 | MMMP-0007 | 027–039 | 2008年10月–12月       |                  |
| DJCD 神戸前向女学院。IV            | 2009年09月02日 | MMMP-0008 | 040–052 | 2009年01月–03月       |                  |
| DJCD 神戸前向女学院。V&VI          | 2010年08月13日 | MGS-0020  | 053–078 | 2009年04月–09月       | MP3CD×2との3枚組 |
| DJCD 神戸前向女学院。VII           | 2010年11月26日 | MGS-0021  | 079–091 | 2009年10月–12月       |                  |
| DJCD 神戸前向女学院。VIII          | 2011年08月12日 | MGS-0034  | 092–104 | 2010年01月–03月       |                  |
| DJCD 神戸前向女学院。IX&X          | 2011年12月29日 | MGS-0038  | 105-130 | 2010年04月–09月       | MP3CD×2との3枚組 |
| DJCD 神戸前向女学院。XI&XII        | 2012年08月10日 | MGS-0039  | 131-156 | 2010年10月–2011年03月 | MP3CD×2との3枚組 |
| DJCD 神戸前向女学院。Season2 vol.1 | 2013年09月25日 |           | 157-169 |                       | CD3枚組と特典DVD |
| DJCD 神戸前向女学院。Season2 vol.2 | 2014年01月29日 |           | 170-196 |                       | MP3CD×2との3枚組 |
| DJCD 神戸前向女学院。Season3 vol.1 | 2015年01月28日 |           | 197-222 |                       | MP3CD×2との3枚組 |